# Солдатский театр Революции
Солдатский Театр Революции — театр, существовавший в Саратове с 1917 по 1918 год.

## История театра
Дмитрий Николаевич Бассалыго, мобилизованный в 1917 году в армию был направлен в Саратов для прохождения службы в 92-м пехотном запасном полку. Как утверждал Бассалыго, жизнь сама поставила перед полковым комитетом 92-го пехотного полка требование создать такой профессиональный драматический театр, который был бы созвучен своим репертуаром революционной эпохе и мог-бы ответить на запросы солдатских масс 70-тысячного гарнизона Саратова.
По убеждению полкового комитета, театральные коллективы того времени таким требованиям не отвечали.
Вблизи сада Липки, рядом с театром Очкина находился концертный зал на 800 мест. В этом здании были гримуборные, фойе, комнаты для отдыха и репетиций. Было решено занять это здание под театр.
Под руководством Д. Н. Бассалыго, Б. Э. Дубовецкой, Н. В. Фирсова вскоре были образованы основные службы театра, произведён ремонт помещений. Начато было формирование труппы. В основном труппа была сформирована из саратовских актёров, но несколько человек было приглашено из Москвы.

### Труппа театра
- С. К. Каневский
- Н. А. Парусинов
- А. И. Чернов
- Д. Н. Бассалыго
- Н. В. Фурсов
- Н. М. Немиров
- С. В. Каюкова

## Репертуар
- «Гибель надежды» Г. Гейсермана — премьера 21 октября 1917 года